# Alpecin–Deceuninck Development Team
Alpecin–Deceuninck Development Team (UCI kód: ADD) je belgický cyklistický UCI Continental tým, jenž vznikl v roce 2021. Slouží jako doplňkový tým UCI WorldTeamu Alpecin–Deceuninck.

## Soupiska týmu
K 15. dubnu 2023
- Ayco Bastiaens (BEL) (* 3. června 1996)
- Lennert Belmans (BEL) (* 15. února 2002)
- Alex Bogna (AUS) (* 11. ledna 2002)
- Marceli Bogusławski (POL) (* 7. září 1997)
- Ryan Cortjens (BEL) (* 8. ledna 2001)
- Simon Dehairs (BEL) (* 4. června 2001)
- Aaron Dockx (BEL) (* 28. června 2004)
- Mees Hendrikx (NED) (* 5. srpna 2000)
- Timo Kielich (BEL) (* 5. srpna 1999)
- Axel Laurance (FRA) (* 13. dubna 2001)
- Witse Meeussen (BEL) (* 8. března 2001)
- Jente Michels (BEL) (* 17. února 2003)
- Siebe Roesems (BEL) (* 8. června 2001)
- Laurens Sweeck (BEL) (* 17. prosince 1993)
- Henri Uhlig (GER) (* 1. srpna 2001)
- David van der Poel (NED) (* 15. června 1992)
- Toon Vandebosch (BEL) (* 19. června 1999)
- Niels Vandeputte (BEL) (* 19. září 2000)
- Luca Vergallito (ITA) (* 14. září 1997)
- Emiel Verstrynge (BEL) (* 4. února 2002)
- Joran Wyseure (BEL) (* 9. ledna 2001)

## Vítězství na národních šampionátech
2023
 Belgický silniční závod do 23 let, Simon Dehairs